# Mandjelia mccrackeni
Mandjelia mccrackeni is een spinnensoort uit de familie Barychelidae. De soort komt voor in Queensland.